# Dīwān Lughāt al-Turk
El Dīwān Lughāt al-Turk (Árabe: ديوان لغات الترك; traducido al español como el compendio de los idiomases de los turcos) es el primero diccionario completo de las Lenguas túrquicas, recopilado entre 1072–74 por Mahmud al-Kashgari, académico de Kara-Khanid, quien documentaba  extensamente las lenguas túrquicas de su tiempo

## Importancia
Dīwān Lughāt al-Turk se destinó al usar por los Califatos de Bagdad, quien fueron controlados por los selyúcidas. Contiene un mapa que cartografía los países y regiones desde Japón (Cabarka/Jabarka) a Egipto. El libro también incluyó el primero conocido mapa de las áreas habitadas por túrcicos. El libro se dedicó a Abu’l-Qasim Abdullah en Bagdad, 1077. El manuscrito contiene 638 páginas, y sobre 7500 palabras turcas explicados con el idioma Árabe.
El compendio documentó evidencia de la migración turca y la expansión de las tribus y lenguas turcas en Asia Central, Europa del Este y Asia Occidental, principalmente entre los siglos VI y XI. Se sugiere que la región de origen del pueblo turco está en algún lugar de Siberia y Mongolia . Hacia el siglo X, la mayoría de la población Asia Central  consistó de tribus turcas como los tártaros, los kipchaks, los turcomanos, etc. La dinastía seléucida se asentó en Anatolia a partir del siglo XI, lo que finalmente dio lugar al asentamiento y la presencia turca permanente allí. Mientras tanto, otras tribus turcas acabaron formando naciones independientes, como Kirguistán, Turkmenistán, Uzbekistán y Kazajistán, y otras formaron nuevos enclaves dentro de otras naciones, como Chuvasia, Baskortostán, Tartaristán, los tártaros de Crimea, los uigures en China y la República de Sajá en Siberia .  

## Contenido
El diccionario completo de Mahmud al-Kashgari, posteriormente editado por el historiador turco Ali Amiri,  contiene ejemplos de poesía turca antigua en la forma típica de cuartetas de la literatura persa ( Azerbaijani  , persa رباعیات ruba'i ; Turkish   ), representando todos los géneros principales: épico, pastoral, didáctico, lírico y elegíaco .
Las palabras de Dīwān Lughāt al-Turk se utilizaron durante los intentos de turquificación poco después de la fundación de la República de Turquía, incluido el atasagun .  
Se destacan dos dialectos turcos principales en la obra. Uno de ellos es el turco khaqani, que se describe como "el más sutil y elegante de los dialectos turcos", y el otro, el turco oghuz (occidental), que se define como "el más fácil de los dialectos turcos". Aunque el libro se centra en el turco khaqani, también se concede un lugar importante al turco oghuz. El número de palabras tomadas como encabezados en el libro es de alrededor de 8.000. En conformidad, hay 185 palabras del dialecto Oghuz, 45 del dialecto Kipchak, 39 del dialecto Chigil, 36 del dialecto Argu, 23 del dialecto Yagma, 13 del dialecto Kençek, 7 del Tuhsi, 4 del Suvar, cada dos 2 de los dialectos Khotan, Yabaku y Kay fueron anotados. 

## Ubicación
Anteriormente estuvo alojado en la Biblioteca Pública Nacional de Estambul,  y más tarde en la Biblioteca de Manuscritos Millet (Millet Yazma Kütüphanesi), con el número de inventario Arabi Kit. 4189.  Desde febrero de 2020 se exhibe en la Biblioteca Presidencial de Ankara. 

## Reconocimiento
En 2017, el manuscrito fue añadido al registro internacional Memoria del Mundo de la UNESCO, que incluye el patrimonio documental de importancia mundial. 